# Cosmo (Radiosender)
Cosmo (Eigenschreibweise COSMO; bis 31. Dezember 2016: Funkhaus Europa) ist das internationale und interkulturelle Hörfunkprogramm des Westdeutschen Rundfunks Köln (WDR) und von Radio Bremen, das in Zusammenarbeit mit dem Rundfunk Berlin-Brandenburg (RBB) produziert wird.

## Geschichte
Vorläufer von Cosmo waren Funkhaus Europa und die sogenannten „Gastarbeiterprogramme“, mit denen der WDR und andere Rundfunkanstalten der ARD seit 1961 der wachsenden Zahl von ausländischen Arbeitnehmern in Deutschland gerecht werden wollten. Nachdem diese Sendungen in verschiedenen Muttersprachen über Jahrzehnte an wechselnde deutschsprachige Radiowellen gekoppelt wurden, entschlossen sich die zuständigen Sender in den 1990er Jahren dazu, sie in einem eigenen Programm zu bündeln und durch ein deutschsprachiges Angebot zu ergänzen. Anlass dafür war vor allem die Einschätzung, dass sich die Idee des „Gast“arbeiters längst überholt hatte und sich in einer Einwanderungsgesellschaft stattdessen die Begleitung und Förderung von kultureller Vielfalt („Diversity“) zu einer Kernaufgabe öffentlich-rechtlicher Rundfunkprogramme entwickeln würden.
Nach einer mehrmonatigen Vorbereitungsphase wurde Funkhaus Europa am 30. August 1998 als neue Radiowelle von WDR und Radio Bremen in Nordrhein-Westfalen und Bremen gestartet. Seit dem 1. Januar 2009 war Funkhaus Europa darüber hinaus in Berlin und Teilen Brandenburgs zu hören, und zwar auf den Frequenzen des zum Jahresende 2008 eingestellten Radio Multikulti (rbb), mit dem Funkhaus Europa zuvor bereits zusammengearbeitet hatte.
Cosmo hat Redaktionen in Köln, Bremen und Berlin.
Anfang des Jahres 2016 führten Pläne der WDR-Hörfunkdirektorin Valerie Weber, die Nischenprogramme Funkhaus Europa zugunsten von Mainstream und Rotation stark zu kürzen, zu öffentlichen Protesten. Ein auf der Plattform Change.org Mitte Februar 2016 gestartete Petition an die Verantwortlichen wies bereits nach drei Tagen 6000 Unterzeichner auf und wurden von prominenten Kölner Musikern wie Gentleman und Patrice öffentlich unterstützt. Im März 2016 beschloss der Rundfunkrat des WDR dennoch eine Programmreform zum 1. Juli 2016, die vor allem die Einführung einer regelmäßigen Sendung auf Arabisch vorsieht. Gleichzeitig wurden Einsparungen umgesetzt, indem das umfangreiche türkische Programm Köln Radyosu auf denselben Umfang zurückgeführt wurde, der auch für die anderen Sprachen auf Funkhaus Europa gilt. Weiterhin sollte an den Musiksendungen gespart werden. Zum 1. Januar 2017 wurde der Sender in Cosmo umbenannt.

## Rezeption
Die Angleichung des Formats an den deutschen Radiomainstream wurde von verschiedenen Medien kritisch gewürdigt. Nach der Programmneuausrichtung 2016 schrieb der Spiegel: „Das Herzstück ist vielmehr ein Sparprogramm, das – mal wieder – einen öffentlich-rechtlichen Sender zu einer musikalischen Berieselungsstation degradiert, ihm also einen Großteil seiner Eigenständigkeit und Besonderheit raubt. ... Statt die Hörer mit kompetenten Autoren-Moderatoren auf eine Entdeckungsreise zu globaler Musik zu schicken, zu neuen Sounds aus Buenos Aires, São Paulo, Luanda, Lissabon, Bamako oder Südafrika, will man sie nun mehr mit der „Farbe der Weltmusik“ einseifen, so das ahnungslose und desinteressierte Wording von Senderchefin Valerie Weber, einer ausgewiesenen Dudelfunk-Radiofrau.“ Weiter schreibt Christoph Twickel, mit dem „allgemeinen Sparzwang“ ließe sich „diese öffentlich-rechtliche Musikvernichtungspolitik“ kaum erklären. „Für das Geld, das die nächtlichen „Funkhaus-Europa“-DJs für zwei Stunden Musikauswahl und Moderation bekommen haben, kann man im Tagesprogramm nicht mal einen Drei-Minuten-Beitrag einkaufen.“

## Programm
Wichtiges Merkmal von Cosmo ist das international zusammengesetzte Team mit Mitarbeitern aus über 20 Nationen. Unter der Leitidee „Global Sounds Radio“ wendet sich die Welle an ein kosmopolitisches, urbanes Publikum im Alter von ca. 30 bis 50 Jahren, das an Internationalität, Vielfalt und einer besonderen Musikfarbe („Global Pop“) interessiert ist, die in Abgrenzung zur „Weltmusik“ oder „Ethno-Musik“ kein eigenes Genre darstellen will, sondern von einer modernen, rhythmus-orientierten Mischung popmusikalischer Stilrichtungen und Crossover-Experimenten lebt. Damit versucht Cosmo eine zusammenwachsende musikalische Welt abzubilden, die weit über die meist anglo-amerikanisch dominierten Charts hinausgeht.
Tagsüber sendet Cosmo auf Deutsch. Abends werden Einschaltsendungen in den Muttersprachen der neun größten Zuwanderergruppen in Deutschland angeboten.

### Aktuelles Programm
Aktuell gestaltet die Kölner Redaktion des WDR das Programm von Montag bis Freitag, am Wochenende und an Feiertagen wird aus dem Funkhaus und der Redaktion von Radio Bremen gesendet.
Die Frühsendung wird wochentags von 7 bis 12 Uhr im wöchentlichen Wechsel von Evren Zahirovic und Sebastian Filipowski moderiert. Cosmo sendet Nachrichten zur vollen Stunde sowie montags bis freitags zwischen 6:30 und 9:30 Uhr auch zur halben Stunde. Bestandteil der Frühsendung sind darüber hinaus die „Daily Good News“, die in der Regel um 7:20 Uhr gesendet werden. Damit will der Sender nach eigener Aussage auch die Dinge zur Sprache bringen, die selten den Weg in die klassischen Nachrichten finden.
Von 14 bis 19 Uhr sendet Cosmo ein Programm mit Magazincharakter, das von Claudia D’Avino, Shanli Anwar, Sümeyra Kaya und Jan Kawelke moderiert wird. Rubriken-Beiträge kommen u. a. von Jasin Challah (Kosta Rapadopoulos) und Kinokritiker Francesco Tornabene.
Am Wochenende wird die Frühsendung von 8 bis 13 Uhr im Wechsel von Zozan Mönch und Hendrik Plaß moderiert. Zwischen 13 und 18 Uhr folgt ein Magazinprogramm mit längeren Interviews und Reportagen, das u. a. von Boussa Thiam, Daniel Kähler, Nikolas Golsch und Janine Horsch moderiert wird.
Die Nacht war bis zu den Einsparungen geprägt durch Übertragungen spezieller Musiksendungen von Radiostationen aus aller Welt, die ebenfalls in den Sprachen der jeweiligen Länder ausgestrahlt wurden. Ersetzt wurden diese Nachtsendungen durch eine automatisierte Musikrotation unter dem Titel „Schwarz zu blau“. Mit Wirkung zum 1. Januar 2022 wurde auch die samstägliche Clubshow Selektor durch eine unmoderierte Automationsstrecke ersetzt.
Die montags bis freitag und sonntags ausgestrahlten Abendstrecken von Cosmo werden geprägt durch halbstündige Magazinsendungen in verschiedenen Muttersprachen der größten Zuwanderergruppen, die zum Teil aus den ehemaligen „Gastarbeiterprogrammen“ hervorgegangen sind:
- „Köln Radyosu“ (türkisch, montags bis freitags 20:00 bis 20:30 Uhr)
- „Radio Forum“ (bosnisch/kroatisch/serbisch, montags bis freitags 20:30 bis 21:00 Uhr)
- „Radio Colonia“ (italienisch, montags bis freitags 21:00 bis 21:30 Uhr)
- „Programma Na Russkom Jasyke“ (russisch, montags bis freitags 21:30 bis 22:00 Uhr)
- „Polski Magazyn Radiowy“ (polnisch, montags bis freitags 22:00 bis 22:30 Uhr).
- „Al-Saut-Al-Arabi“ (arabisch, montags bis freitags 22:30 bis 23:00 Uhr)
- „Bernama Kurdi“ (kurdisch, sonntags 20:00 bis 21:00 Uhr)
- „Elliniko Randevou“ (griechisch, sonntags 21:00 bis 22:00 Uhr)
- „Estación Sur“ (spanisch, sonntags 22:00 bis 23:00 Uhr)

Das Refugee Radio wurde Anfang Juli 2016 in die arabischsprachige Sendung „Al-Saut Al Arabi – Die arabische Stimme“ integriert.

### Ehemaliges Programm bis Juni 2016
Das Tagesprogramm von Funkhaus Europa (montags bis freitags von 6:00 bis 18:00 Uhr) setzte sich zusammen aus fünf Magazinsendungen, die mit unterschiedlichen Profilen auf die Hörsituation der Tageszeit eingehen:
- „Cosmo“, Morgenmagazin mit Informationen sowie Tipps und Service zu Kultur- oder Reisethemen, Eindrücken aus dem Alltag der globalisierten Lebenswelt und Comedys (montags bis samstags 6:00 bis 10:00 Uhr)
- „Süpermercado“ mit Lifestyle- und Popkultur-Themen (montags bis samstags 10:00 bis 12:00 Uhr)
- „Piazza“ mit Berichten und Reportagen, Schwerpunktthemen oder Gesprächen mit Hörerinnen und Hörern (montags bis freitags 12:00 bis 14:00 Uhr)
- „Café Mondial“ mit Musik und Lifestyle-Themen sowie Musikwünschen (montags bis freitags 14:00 bis 16:00 Uhr)
- „Nova“ mit den aktuellen Themen des Tages (täglich von 16:00 bis 18:00 Uhr)

Die große Bandbreite des „Global Pop“ wurde durch eine Reihe von Musiksendungen abgebildet, die vor allem am Wochenende und nachts platziert waren, u. a.:
- „World live“ (Livekonzerte, montags bis freitags 23:00 bis 24:00 Uhr)
- „5Planeten“ (Neue Sounds aus aller Welt, samstags 12:00 bis 14:00 Uhr)
- „Soulfood“ (Soul, Reggae und HipHop, samstags 14:00 bis 16:00 Uhr)
- „Indigo“ (Musikalische Klangreise, sonntags 12:00 bis 14:00 Uhr)
- „Globalista“ (Global-Pop-Magazin, samstags 12:00 bis 14:00 Uhr)

Die Abendstrecken von Funkhaus Europa waren (wie auch größtenteils noch aktuell der Fall) geprägt durch einstündige Magazinsendungen in verschiedenen Muttersprachen der größten Zuwanderergruppen, die zum Teil aus den ehemaligen „Gastarbeiterprogrammen“ hervorgegangen sind:
- „Köln Radyosu“ (türkisch, montags bis samstags 18:00 bis 19:00 Uhr, sonntags 18.00 bis 20.00 Uhr)
- „Radio Colonia“ (italienisch, montags bis freitags 19:00 bis 20:00 Uhr)
- „Radio Forum“ (bosnisch/kroatisch/serbisch, montags bis freitags 20:00 bis 21:00 Uhr)
- „Programma Na Russkom Jasyke“ (russisch, montags bis freitags 21:00 bis 22:00 Uhr)
- „Polski Magazyn Radiowy“ (polnisch, montags bis freitags 22:00 bis 23:00 Uhr).
- „Bernama Kurdi“ (kurdisch, sonntags 18:00 bis 19:00 Uhr)
- „Elliniko Randevou“ (griechisch, sonntags 19:00 bis 20:00 Uhr)
- „Estación Sur“ (spanisch, sonntags 20:00 bis 21:00 Uhr)
- „Al-Saut-Al-Arabi“ (arabisch, sonntags 21:00 bis 22:00 Uhr)

Samstags abends gab es darüber hinaus mehrere Sendungen, die sich (überwiegend) auf Deutsch oder zweisprachig mit einzelnen Sprachräumen, Nationalitäten, Kulturen oder Musikrichtungen auseinandersetzten:
- „La Dolce Vita“ (deutsch-italienisch, samstags 19:00 bis 20:00 Uhr)
- „Balkanizer“ (deutsch-südosteuropäisch, samstags 20:00 bis 21:00 Uhr)
- „Radiopolis“ (deutsch-griechisch, samstags 21:00 bis 22:00 Uhr)
- „Mestizo FM“ (deutsch-spanisch, samstags 22:00 bis 23:00 Uhr)
- „Luso FM“ (deutsch-portugiesisch, samstags 23:00 bis 24:00 Uhr)

Seit September 2015 gab es um 11:55 und 23:55 Uhr mit Refugee Radio ein spezielles Radioprogramm für Flüchtlinge in englischer und arabischer Sprache.

## Frequenzen/Empfang
Cosmo wird rund um die Uhr ausgestrahlt. Das UKW-Sendegebiet umfasst weite Teile Nordrhein-Westfalens (103,3 MHz im Ruhrgebiet und im nördlichen Rheinland, vom Sender Langenberg), das Land Bremen (95,6 MHz im Stadtgebiet Bremen; 98,9 MHz in Bremerhaven) sowie Berlin und Teile Brandenburgs (96,3 MHz in Berlin und Umland, vom Sender Scholzplatz). Der Norddeutsche Rundfunk (NDR) übernimmt das Programm montags bis freitags von 14:00 bis 19:00 Uhr auf NDR Info Spezial, welches über DAB+, DVB-S und im Internet als Livestream gesendet wird.
Darüber hinaus ist Cosmo in zahlreichen Kabelnetzen, digital über einen Astra-Satelliten, über DAB+ sowie als Livestream im Internet und über die Radio-App des WDR zu empfangen. Auf der Homepage werden ausgewählte Sendungen und Serien als Podcast oder als Loop zum Nachhören angeboten. Und mit Hilfe der Radiorecorder-Software des WDR ist es auch möglich, einzelne Sendungen aufzuzeichnen.
Im Zuge der Einführung von DAB+, im Rahmen des Digitalradio-Neustarts, wird das Programm inzwischen in Berlin vom Sender Scholzplatz abgestrahlt. In Nordrhein-Westfalen erfolgt eine Aussendung von diversen Senderstandorten.
Radio Bremen plante ursprünglich, bereits ab Frühjahr 2012 Funkhaus Europa via DAB+ zu verbreiten. Am 20. Dezember 2012 wurde Funkhaus Europa im Land Bremen via DAB+ (Kanal 7B) aufgeschaltet. Dieser Testbetrieb ist am 1. Februar 2013 in den Regelbetrieb übergegangen. Damit beteiligt sich Radio Bremen zum ersten Mal in seiner Geschichte an der digitalen terrestrischen Verbreitung von Radiosendern.

## Logos

Logo der WDR-Ausgabe
Variante des Logos der WDR-Ausgabe
Ehemaliges Logo der Radio-Bremen-Ausgabe
Logo der RBB-Ausgabe
Ehemaliges Logo der WDR-Ausgabe
Gemeinsames Logo vom 22. Februar 2016 bis 31. Dezember 2016
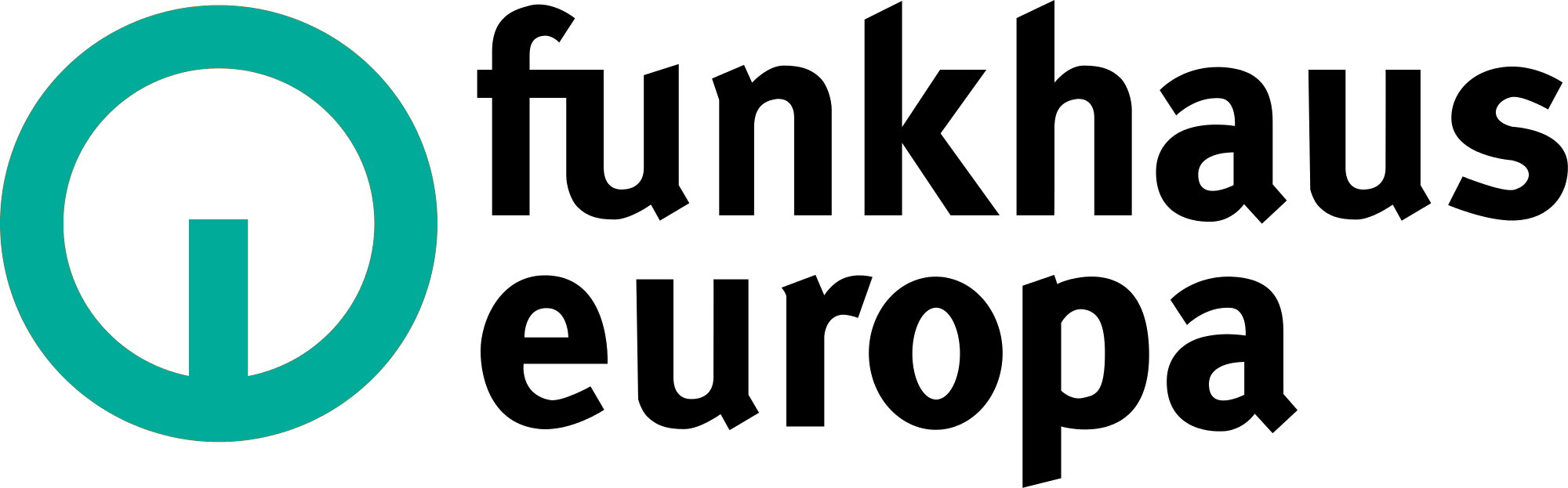
Logo der Radio-Bremen-Ausgabe von Sommer 2016 bis 31. Dezember 2016
Logo von Cosmo seit 1. Januar 2017
Gemeinsames Logo von Cosmo seit 1. Januar 2017
Logo der Radio-Bremen-Version seit 1. Januar 2017
Logo der RBB-Version seit 1. Januar 2017
Logo der WDR-Version seit 1. Januar 2017